# Elimia comalensis
Elimia comalensis är en snäckart som först beskrevs av Henry Augustus Pilsbry 1890.  Elimia comalensis ingår i släktet Elimia och familjen Pleuroceridae.

## Underarter
Arten delas in i följande underarter:
- E. c. comalensis
- E. c. frontinalis